# Minneapolis Lakers 1958-1959
La stagione 1958-59 dei Minneapolis Lakers fu l'11ª nella NBA per la franchigia.
I Minneapolis Lakers arrivarono secondi nella Western Division con un record di 33-39. Nei play-off vinsero la semifinale di division con i Detroit Pistons (2-1), la finale di division con i St. Louis Hawks (4-2), perdendo poi la finale NBA con i Boston Celtics (4-0).

## Roster
| N°    | Naz.                   | Ruolo | Sportivo       | Anno | Alt. | Peso |
| ----- | ---------------------- | ----- | -------------- | ---- | ---- | ---- |
| 12-23 | Stati Uniti (bandiera) | A     | Boo Ellis      | 1936 | 196  | 84   |
| 14    | Stati Uniti (bandiera) | AC    | Larry Foust    | 1928 | 206  | 98   |
| 16    | Stati Uniti (bandiera) | GA    | Dick Garmaker  | 1932 | 191  | 91   |
| 19    | Stati Uniti (bandiera) | AC    | Vern Mikkelsen | 1928 | 201  | 104  |
| 21    | Stati Uniti (bandiera) | A     | Slick Leonard  | 1932 | 191  | 84   |
| 22    | Stati Uniti (bandiera) | A     | Elgin Baylor   | 1934 | 196  | 102  |
| 30    | Stati Uniti (bandiera) | AC    | Steve Hamilton | 1935 | 198  | 86   |
| 32    | Stati Uniti (bandiera) | AC    | Jim Krebs      | 1935 | 203  | 104  |
| 33    | Stati Uniti (bandiera) | G     | Rod Hundley    | 1934 | 193  | 84   |
| 50    | Stati Uniti (bandiera) | GA    | Ed Fleming     | 1933 | 191  | 86   |

## Staff tecnico
- Allenatore: John Kundla